# Conseil national de l'enseignement supérieur et de la recherche agricole, agroalimentaire et vétérinaire
Institué par l’article L. 814-3 du code rural et de la pêche maritime, le Conseil national de l’enseignement supérieur et de la recherche agricole, agroalimentaire et vétérinaire (CNESERAAV)  est un organisme consultatif placé auprès du ministre chargé de l’agriculture. Il constitue, dans ses domaines de compétence, un organisme homologue au Conseil national de l'enseignement supérieur et de la recherche relevant du ministre chargé de l’enseignement supérieur. 

## Missions
Aux termes de l’article L. 814-3 du code rural et de la pêche maritime, le CNESERAAV « est consulté notamment sur les questions relatives aux missions des établissements publics assurant des formations supérieures relevant du ministre de l’agriculture et sur la politique proposée par les pouvoirs publics pour assurer la cohésions de ces formations ». Il reçoit chaque année un rapport sur l’état de l’enseignement supérieur agricole qui est rendu public.
L’article R. 814-10 du code rural et de la pêche maritime précise en outre que le CNESERAAV est consulté de tout projet de loi ou de décret concernant l'enseignement supérieur agricole ; de la répartition des moyens, financiers et en personnels attribués aux établissements pour leurs activités d'enseignement et de recherche ainsi qu’à l'occasion de la procédure d'habilitation des établissements à délivrer les diplômes nationaux (en l’espèce, licence professionnelle et master).
Le CNESERAAV ne disposant d’aucune compétence en ce qui concerne l’enseignement supérieur agricole privé, cette mission est remplie par le CNEA.

## Compétences juridictionnelles
En application de l’article L. 814-4 du code rural et de la pêche maritime, le CNESERAAV est une juridiction administrative compétente en appel des décisions prises à l'égard des enseignants-chercheurs, des enseignants et des usagers par les sections disciplinaires des établissements d'enseignement supérieur agricole énumérés à l'article D. 812-1.

## Composition
Le CNESERAAV est présidé par le ministre chargé de l’agriculture ou par son représentant et il comprend quarante-cinq membres :
- un représentant du ministre chargé de l’enseignement supérieur ;
- un conseiller régional et un conseiller général désignés respectivement par la conférence des présidents de conseils régionaux et par l'assemblée des présidents des conseils généraux de France ;
- deux directeurs d’établissements d’enseignement supérieur agricole publics ;
- trente représentants du personnel et des étudiants des établissements d’enseignement supérieur agricole publics ;
- dix personnalités qualifiées choisies pour leur compétence dans le domaine économique, professionnel et dans celui de l’enseignement et de la recherche.

Les membres élus le sont au scrutin de liste à un tour, sans panachage ni vote préférentiel, à la représentation proportionnelle avec répartition des restes selon la règle du plus fort reste. Les modalités sont fixées par un arrêté du ministre chargé de l’agriculture du 28 juillet 2000.

## Fonctionnement
La durée du mandat des membres du CNESERAAV est de cinq ans à l’exception de celui des représentants des étudiants qui est d’un an. Le conseil se réunit en séance plénière au moins deux fois par an sur un ordre du jour fixé par le ministre chargé de l’agriculture. Il peut également se réunir à la demande du quart au moins de ses membres.
Il est créé au sein du CNESERAAV, une commission permanente chargée de rendre un avis, entre chaque séance plénière, dans tous les domaines relevant des attributions du conseil. Cette commission permanente, qui est également présidée par le ministre chargé de l’agriculture ou par son représentant, est composée de quatorze membres :
- dix représentant du personnel et des étudiants ;
- un directeur d’un établissement d’enseignement supérieur agricole public ;
- trois personnalités qualifiées.

Le conseil et sa section permanente siègent valablement quand la moitié de leur membre est présent. À défaut, ils sont à nouveau réunis dans un délai de quinze jours et siègent valablement sans condition de quorum.

## Voir également